# Zero Tolerance (журнал)
Zero Tolerance (сокращённо ZT) — журнал, посвящённый экстремальной музыке, публикуется компанией Obdurate Ltd. в Великобритании. Печатное издание доступно также в Европе, Северной Америке, Австралии, Новой Зеландии и Тайвани. Эксперт ресурса About.com Chad Bowar признал ZT одним из лучших метал-журналов. Физический размер журнала меньше, чем обычно, однако количество страниц превышает 100 в каждом выпуске. Журнал включает в себя CD-сэмплер.
Zero Tolerance был запущен Lisa Macey (бывшим издателем журнала Terrorizer) и Leon Macey (участником экспериментальной метал-группы Mithras) в 2004 году.
Журнал без какого-либо дисбаланса освещает как признанных музыкантов, так и представителей андеграунда. ZT особенно известен благодаря освещению обскурных исполнителей нойза и пауэр-электроникса — это 4-страничная секция под названием «Power Lines», которая курируется экспертом журнала Scott McKeating. Zero Tolerance содержит также секции «Underground Black Metal (UGBM)» (куратор Nathan T. Birk), посвящённую блэк-металу, и «Anger Burning» (куратор Cormac O'Síocháin), посвящённую таким жанрам, как краст-панк, ди-бит, хардкор-панк. Интервью с представителями музыкальной индустрии, художниками, директорами, музыкальными продюсерами и прочими присутствовали на страницах журнала всегда, с момента его основания.

## ztmag.com
Сайт публикует новости, а также в разделе «Extra Features» можно найти рецензии на альбомы (ZT REVIEWS), обзоры живых выступлений (ZT LIVE REVIEWS), интервью (ZT INTERROGATION) и прочие статьи.